# Flogging Molly
Flogging Molly er et keltisk punk band fra Los Angeles, Californien. Bandet blev dannet i 1997.
Flogging Molly er påvirket af The Dubliners, The Pogues, Johnny Cash og The Clash. Deres album Within a Mile of Home fra 2004 er dedikeret til Johnny Cash og Joe Strummer

## Medlemmer
- Dave King – forsanger, akustisk guitar, bodhrán, banjo, skeer
- Bridget Regan – violin, tinwhistle, vokal
- Dennis Casey – guitar, vokal
- Matt Hensley – harmonika, concertina
- Nathen Maxwell – bass guitar, vocals
- Bob Schmidt – mandolin, banjo
- George Schwindt – trommer, percussion

## Diskografi

### Studiealbums
- Swagger (2000)
- Drunken Lullabies (2002)
- Within a Mile of Home (2004)
- Float (2008)
- Speed of Darkness (2011)
- Life Is Good (2017)
- Anthem (2022)

### Livealbums
- 1997 Alive Behind the Green Door
- 2006 Whiskey on a Sunday
- 2010 Live at the Greek Theatre